# Westheim (Regensburg)

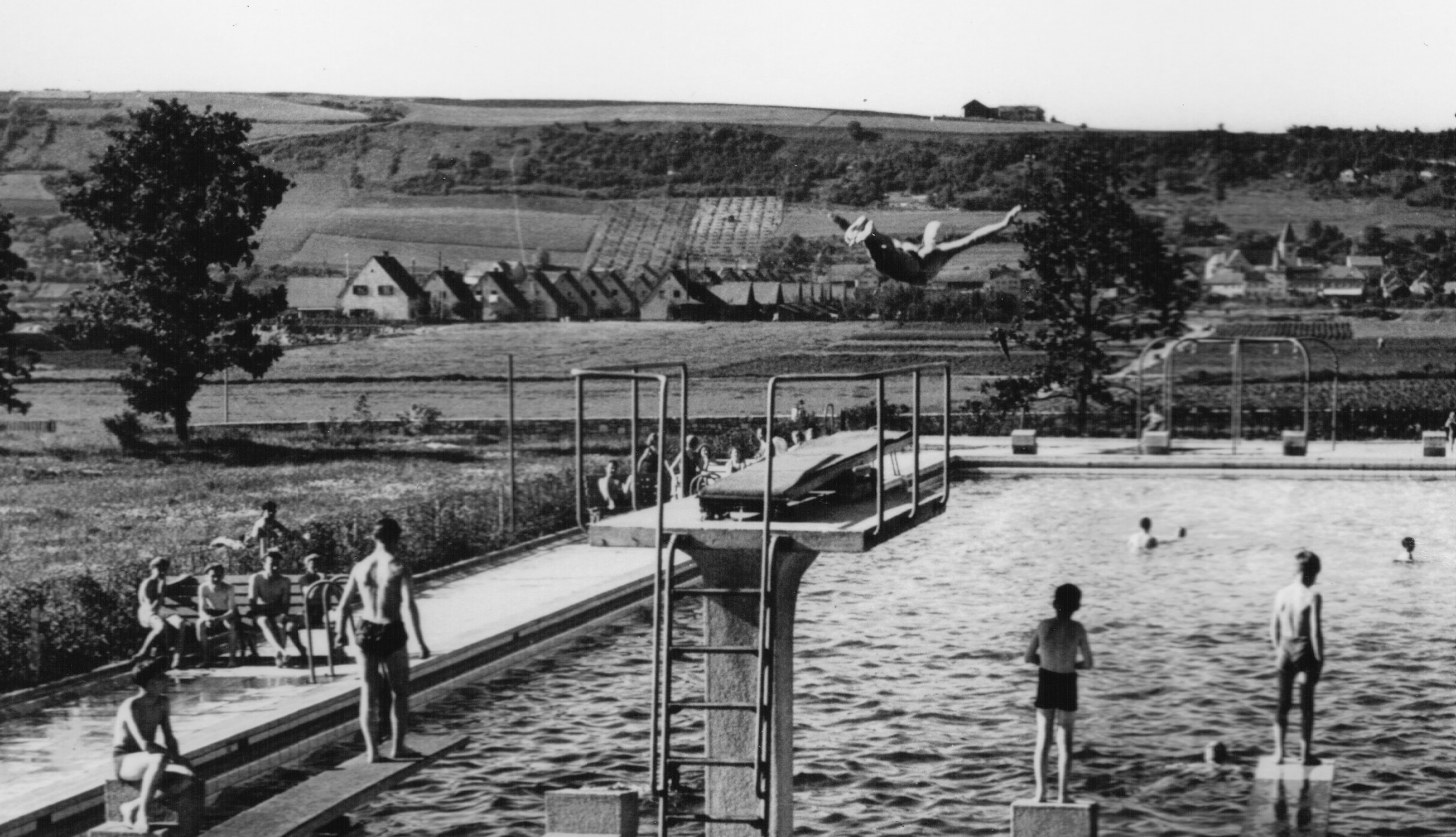
Blick auf die Westheimsiedlung vom Messerschmitt-Werksbad und auf die Ortschaft Winzer mit Winzerer Höhen im Hintergrund (ca. 1938–1942)

Das Westheim, auch Westheimsiedlung genannt, ist eine Arbeitersiedlung aus den 1930er-Jahren sowie Namensgeber des gleichnamigen Unterbezirks im Westenviertel von Regensburg.

## Geografie
Die Westheimsiedlung liegt im Donaubogen am nördlichsten Punkt der Donau etwa zwei Kilometer westlich der Altstadt von Regensburg im Westenviertel auf einer Höhe von 336 m ü. NN. Der gleichnamige Unterbezirk Westheim liegt unmittelbar südlich der Donau am Westpark mit dem sogenannten Baggerweiher und dem Donauuferbereich. Bis zum Zweiten Weltkrieg befanden sich in unmittelbarer Umgebung die Werke der Messerschmitt GmbH. Die Siedlung selbst lag inmitten von Feldern und Wiesen weit vor der Regensburger Altstadt, heute ist die Siedlung eingebettet in städtische Bebauung und der Bezirk Westheim ist ein modernes und beliebtes Wohnviertel.

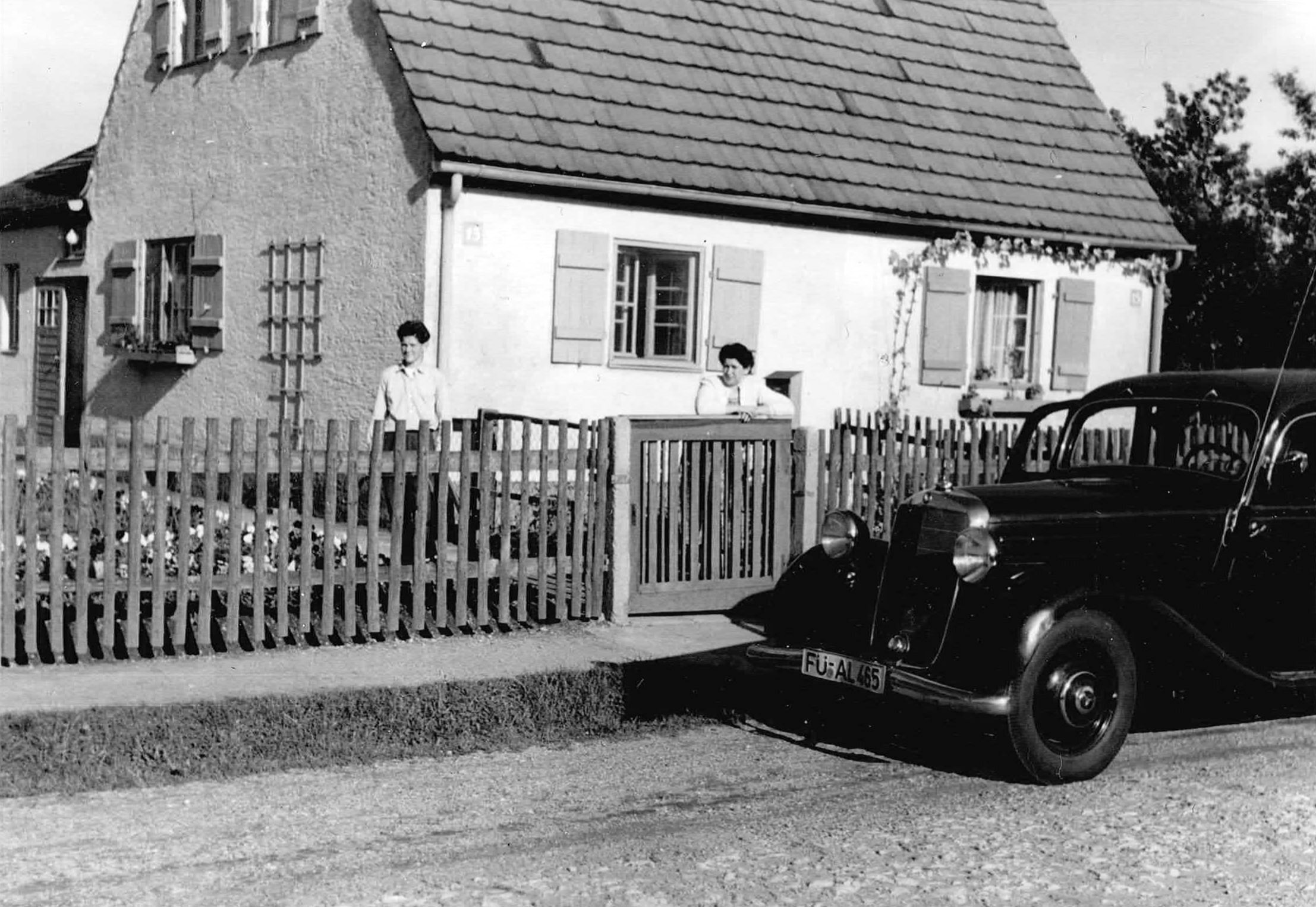
Westheimsiedlung Regensburg (ca. 1960)

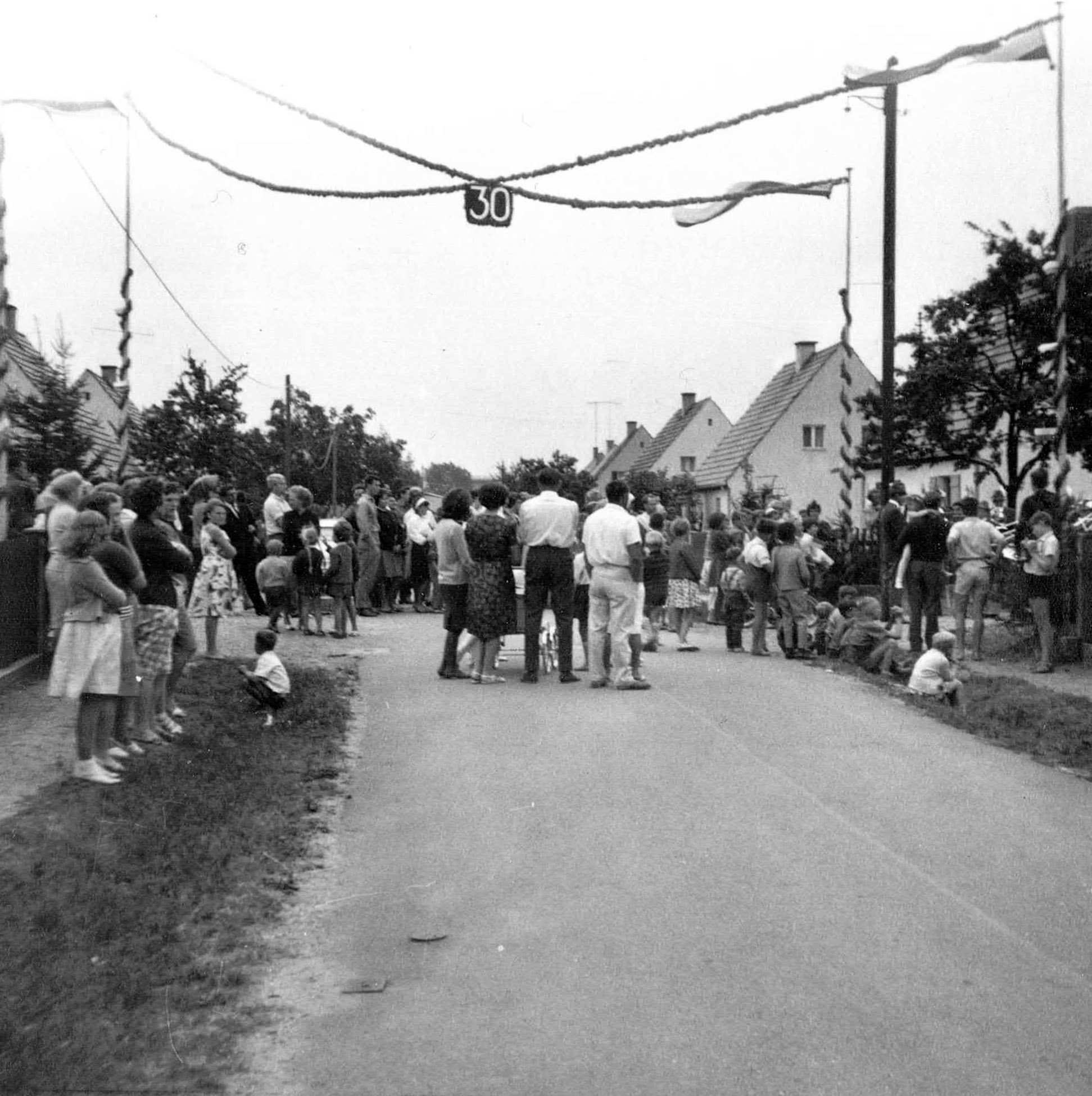
Straßenansicht zum 30-jährigen Jubiläum 1963

## Geschichte
Die Westheimsiedlung entstand in den Jahren 1933 bis 1934 als ursprünglich vorstädtische Wohnsiedlung westlich außerhalb der Altstadt von Regensburg, gelegen unmittelbar südlich der Donau.

### Baugebiet
Nach der „Machtübernahme“ des NSDAP-Regimes veranlasste der an die Macht gekommene neue Oberbürgermeister Otto  Schottenheim (von 1933 bis 1945)  im Norden der Stadt den Bau einer – seinerzeit nach ihm benannten – „nationalsozialistischen Mustersiedlung“, der heutigen Konradsiedlung-Wutzlhofen. Damit sollte neuer Wohnraum geschaffen werden, denn die Wohnsituation in der Altstadt war damals sehr schlecht. Nachdem folglich in den Jahren der großen Wirtschaftskrise bereits am Brandlberg sowie in Steinweg (Pfälzersiedlung) rege Bautätigkeit herrschte, sollte auch im äußeren Westen des Stadtgebiets eine Siedlung entstehen.
Ursprünglich vorgesehen waren Bauplätze von der Lohgrabenstraße bis zum Hochweg. Erst als die Grundstücksverhandlungen mit dem damaligen Besitzer scheiterten, konnte ein Gelände östlich des damaligen Flugplatzes für die Errichtung von 40 Siedlerstellen erworben werden. Erschlossen und an das Gebiet der Stadt  angebunden wurde die Siedlung durch die Straße Weinweg, deren Name darauf hinweist, dass hier das Gebiet war, wo seit der Zeit  der Römer die auf den Winzerer Höhen angebauten Weintrauben angelandet und verarbeitet wurden.
Hier auf Höhe der Westheimsiedlung wurde 1950 bei der Untersuchung eines Gräberfelds der Bajuwaren auch ein gut erhaltener Weihestein für den von den Römern Liber pater genannten Gott des Weines Bacchus gefunden. Neben diesem Weihestein wurden noch weitere Funde gemacht, die darauf hinweisen, dass hier vermutlich zur Zeit der Römer auch ein Heiligtum mit kleiner Säulenhalle für den Gott des Weines zu finden war.

### Baugeschichte
Somit entstand zeitgleich zur Schottenheimsiedlung im Nordosten der Kernstadt westlich außerhalb der Kernstadt die „Siedlung am Weinweg“, die nach der Fertigstellung Westheimsiedlung genannt wurde. Im Frühjahr 1933 wurde von damals meist arbeitslosen und kinderreichen Familienvätern mit dem Bau begonnen, um dann später durch Losentscheid eine Siedlerstelle zu erhalten. Die 20 Doppelhäuser wurden in Eigenleistung und baugleich mit den Siedlungshäusern der Schottenheimsiedlung errichtet. Im März 1934 waren alle Häuser fertiggestellt. Die Gärten der Siedlerhäuser dienten zur Selbstversorgung, die umliegenden Felder wurden zudem durch die „Ursiedler“ für den eigenen Ackeranbau gepachtet.
Ab 1937 entstanden in unmittelbarer Nachbarschaft zur Westheimsiedlung die  Messerschmittwerke. Im Zweiten Weltkrieg wurden die Messerschmittwerksbauten wiederholt das Ziel amerikanischer Luftangriffe, z. B. am 17. August 1943 bei der Operation Double Strike. Bei den Angriffen wurden auch zwei Siedlerhäuser in Mitleidenschaft gezogen. Trotz schwerer Bombardierungen des nahegelegenen Messerschmittwerkes hat die Westheimsiedlung die Kriegsjahre mit verhältnismäßig geringen Schäden überstanden.

### Organisation
Wie in den Gründungsjahren ist die Westheimsiedlung als „Siedlergruppe Westheim“ zum Siedler- und Eigenheimervereinigung Regensburg e.V. der Konradsiedlung zugehörig. Heute liegt die einst abgelegene Siedlung eingebettet im Westenviertel der Stadt Regensburg und gibt einem der fünf Unterbezirke des Westenviertels seinen Namen.

## Galerie

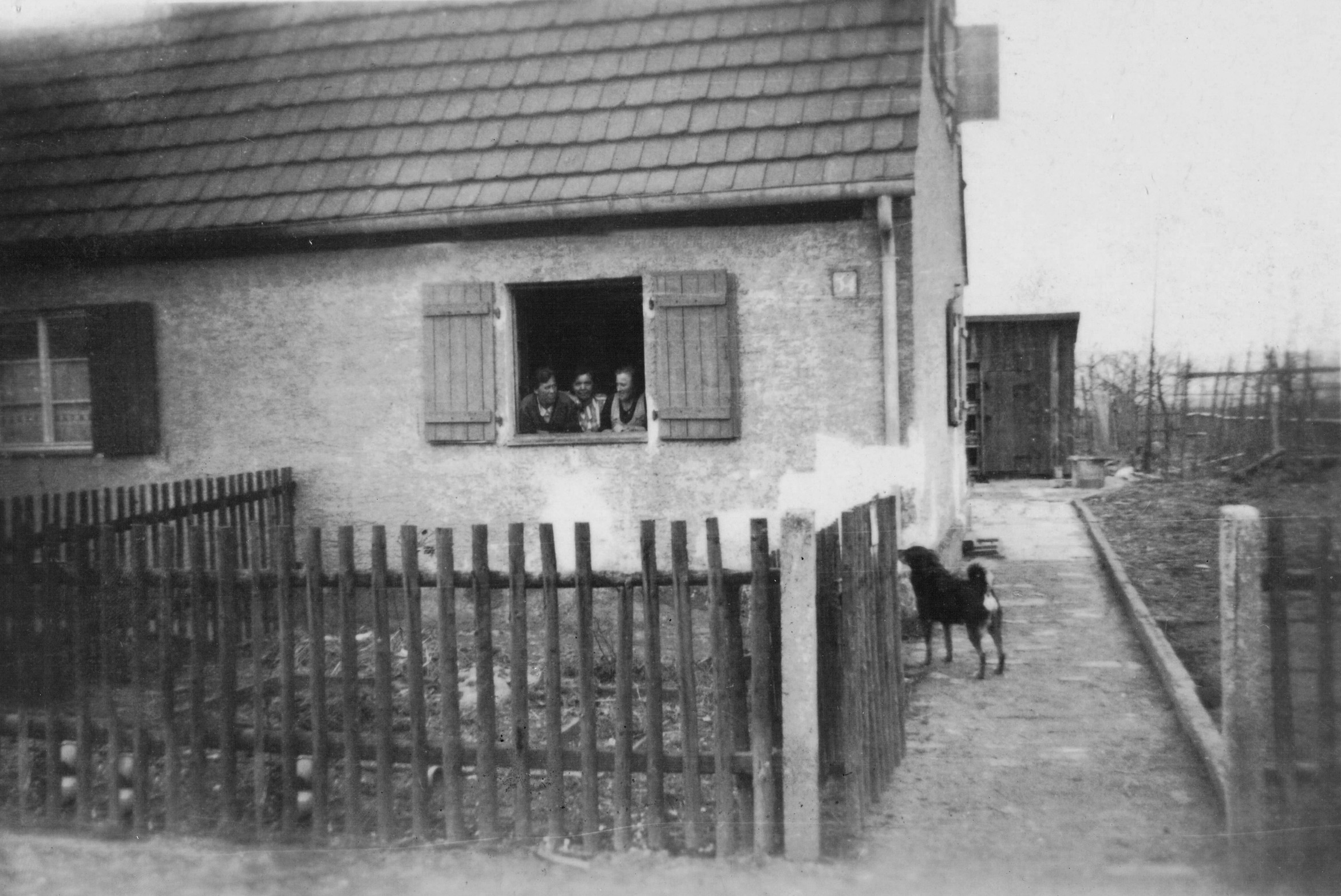
Siedlerhaus kurz nach der Fertigstellung in den 1930er Jahren
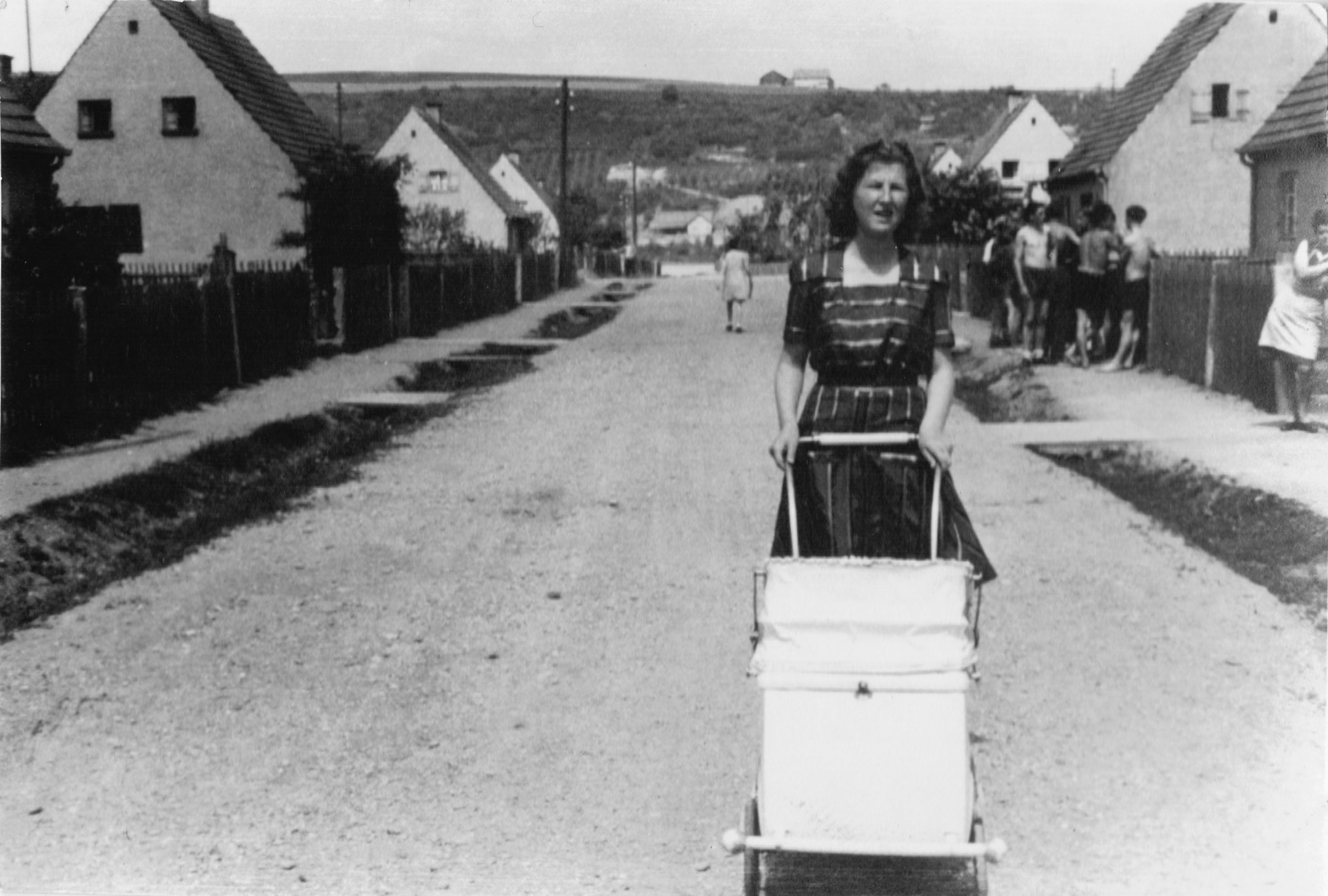
Straßenansicht der Westheimsiedlung in den 1950er Jahren
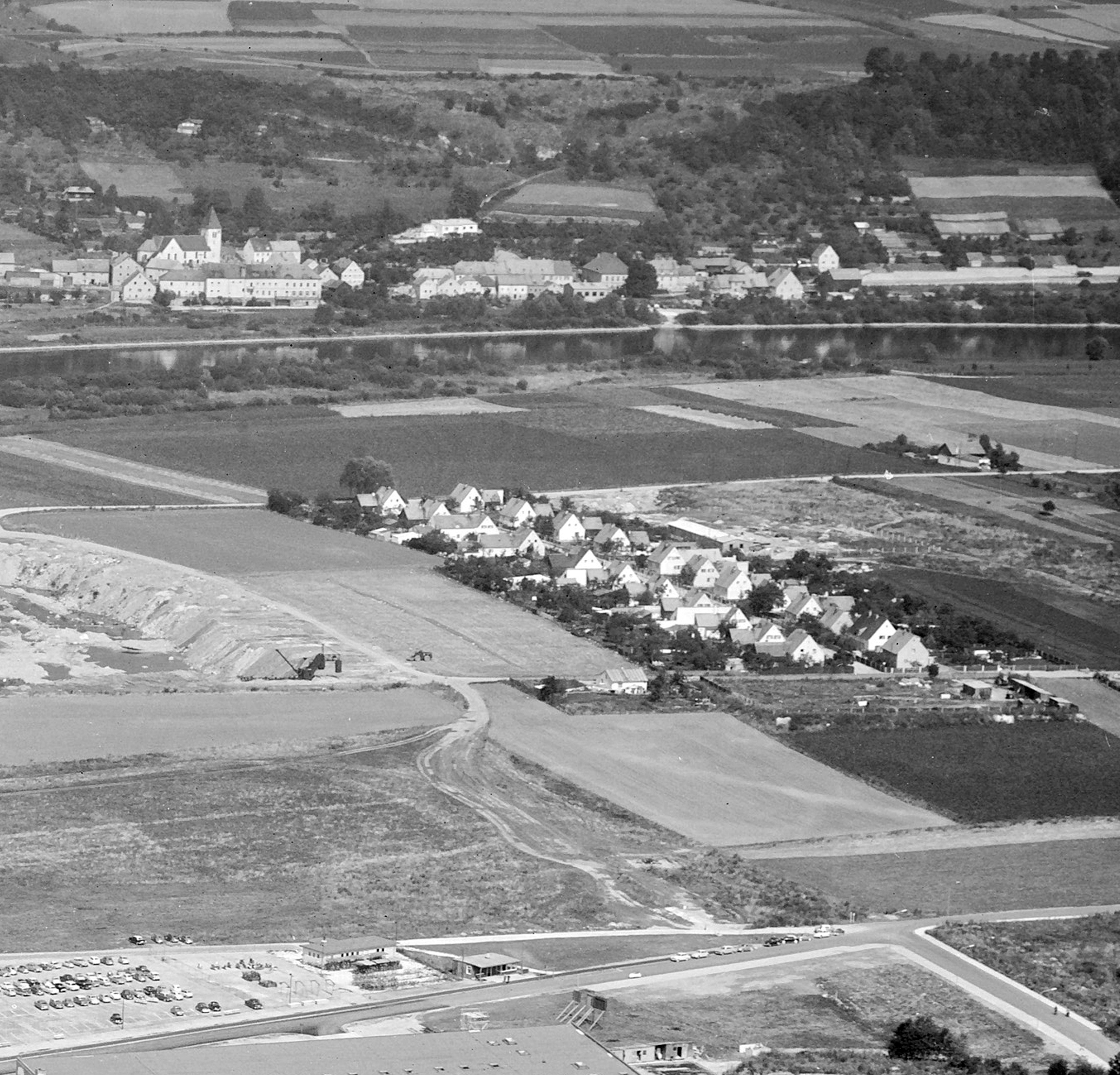
Luftbildaufnahme der Westheimsiedlung umgeben von Feldern Anfang der 1960er Jahre
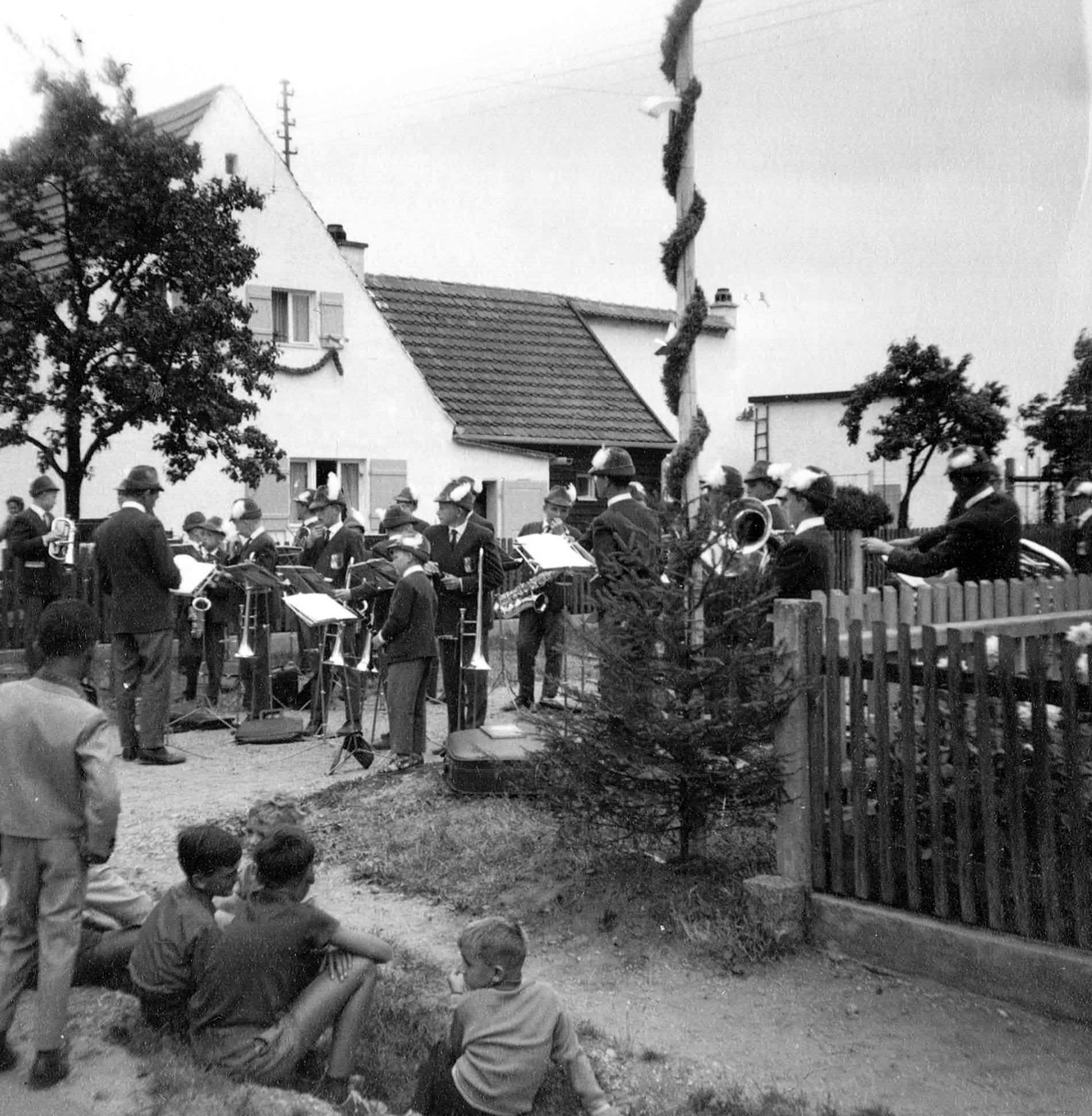
Siedlerfest mit Blaskapelle zum 30-jährigen Jubiläum 1963
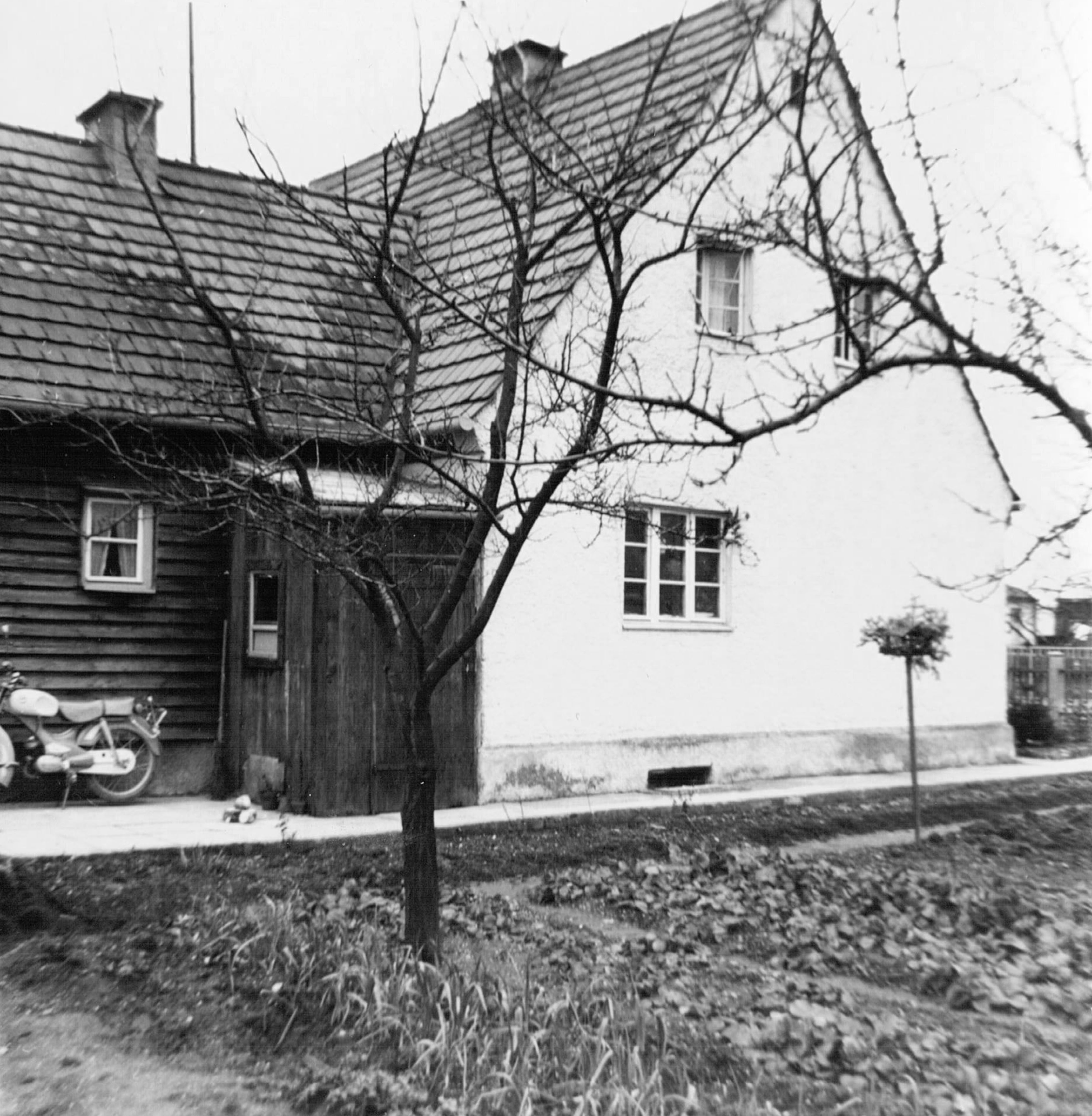
Ursprünglicher Bauzustand eines Siedlerhauses im Westheim
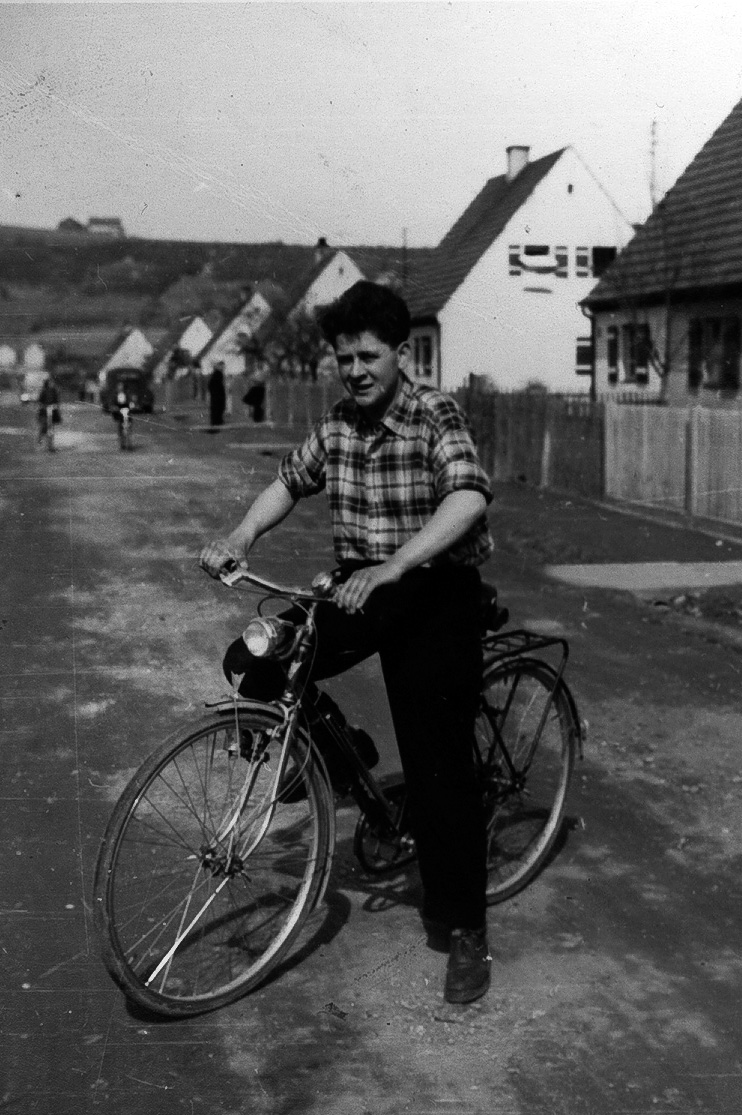
Straßenansicht mit Winzerer Höhen im Hintergrund
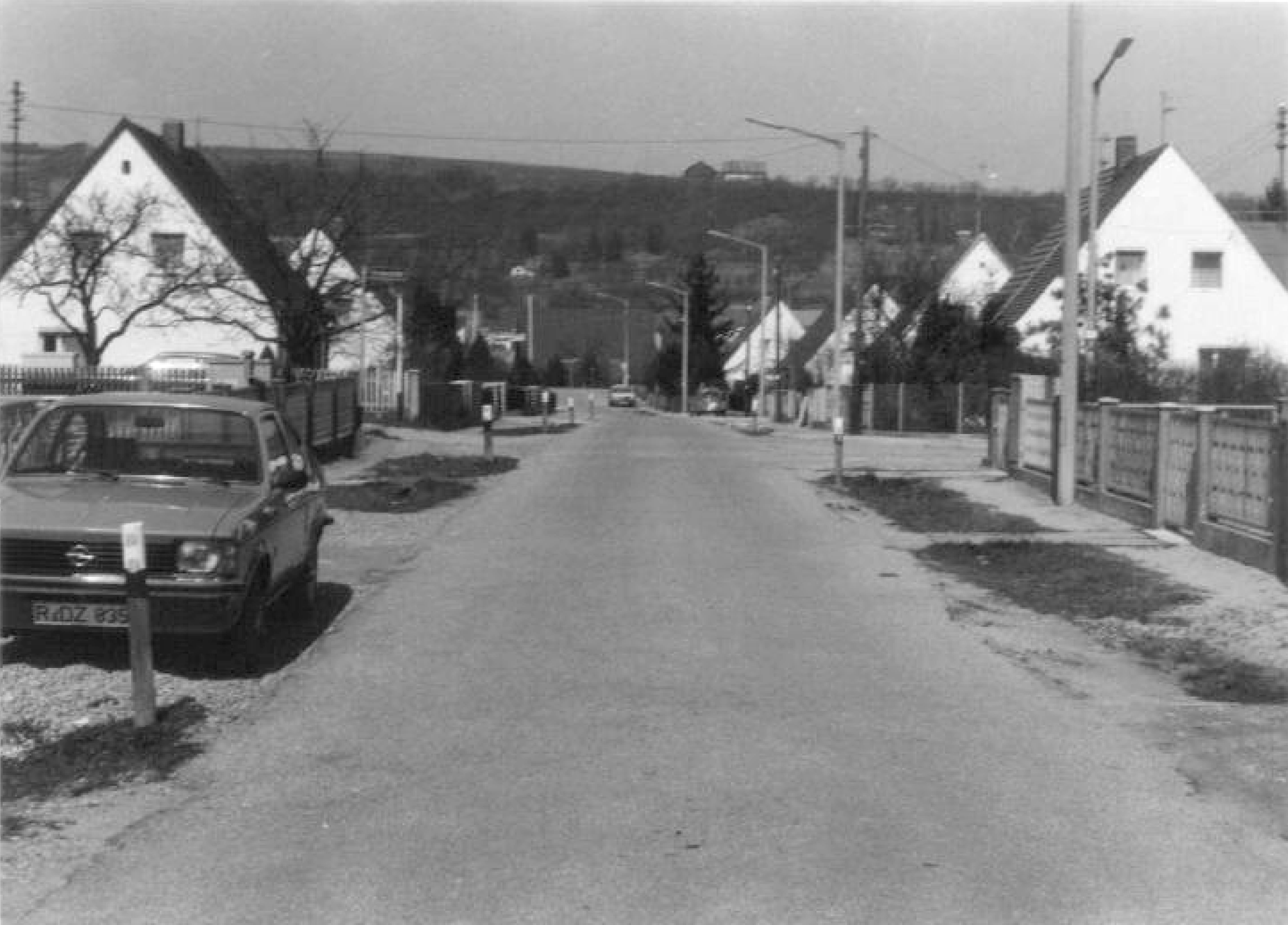
Westheimsiedlung vor der Straßensanierung durch das Tiefbauamt im Jahre 1981